# Charles d’Aumont
Charles d’Aumont (* 1606; † 5. Oktober 1644) war ein französischer Adliger und Militär aus dem Haus Aumont.
Er war Chevalier de Chappes, dann Marquis d’Aumont und Lieutenant-général.

## Leben
Charles d’Aumont ist der vierte Sohn von Jacques d’Aumont und Charlotte-Catherine de Villequier de Clairvaux. Er ist der jüngere Bruder von Antoine d’Aumont, der 1651 Marschall von Frankreich wurde.
Charles d’Aumont war anfangs als Chevalier de Chappes bekannt; er diente 1627/28 als Freiwilliger bei der Belagerung von La Rochelle, dann im Mantuanischen Erbfolgekrieg (1628–1631) am Pas de Suse (1629), bei der Eroberung von Savoyen und beim Kampf um Avigliana (frz. Veillane 1630). 
Im Juli 1634 wurde er bei der Belagerung von La Mothe durch eine Granate am Arm verletzt. Am 15. März 1637 wurde er Guidon der Gendarmes de la garde; im gleichen Jahr kämpfte er bei der Belagerung von La Capelle (Juli) im Rahmen des Französisch-Spanischen Kriegs (1635–1659). 
1637 heiratete er Anne-Marguerite Hurault de Cheverny († 19. Dezember 1658), Tochter von Henri Hurault, Comte de Cheverny, (Sohn von Philippe Hurault, Comte de Cheverny) und Françoise Chabot-Charny, Tochter von Léonor Chabot, Comte de Charny, die bereits Witwe von Erasme de Daillon, Comte de Briançon war; die Ehe blieb ohne Nachkommen.
Als am 24. Januar 1638 die Kompanien der Chevaulegers zu Regimentern zusammengestellt wurden, erhielt er ein Régiment des Cuirassiers du Roi, das für ihn in Régiment du Marquis d’Aumont umbenannt wurde und das er dann bis zu seinem Tod kommandierte. Unter Marschall Châtillon diente es bei der Belagerung von Saint Omer (1638), der Belagerung von Hesdin (1639) und der Belagerung und Einnahme von Arras (1640).
Am 13. April 1641 wurde er zum Maréchal de camp befördert und diente in der Armee des Marschalls La Meilleraye bei der Einnahme von Aire-sur-la-Lys (Juli) und Bapaume. Am 27. Januar 1642 wurde er Fähnrich (Enseigne) der Gendarmes de la garde, im selben Jahr diente er als Maréchal de camp unter dem Comte d’Harcourt in der Picardiearmee und trug am 21. August maßgeblich zur Rückeroberung von sieben Festungen von den Spaniern bei. Als er 1643 unter dem Duc d’Enghien eingesetzt wurde, kämpfte er in der Schlacht bei Rocroi (19. Mai) und besetzte am 30. Mai die Stadt Binche, nachdem sie ihm ihre Tore geöffnet hatte, und kommandierte bei der Belagerung von Thionville (Juni–August 1643). Am 22. April 1644 wurde er ermächtigt, die Truppen zu befehligen, die den Vicomte de Turenne in Deutschland treffen sollten; diese Ermächtigung brachte ihm die Bezüge und den Rang eines Lieutenant-général, was aber aufgrund des weiteren Geschehens nicht mehr zu einer Verleihung des Titels führte.
Am 19. Juli 1644 schlug er mit 300 Reitern 1000 gegnerische Reiter zurück, die die Fouragierer der Armee vor Freiburg beunruhigen wollten; er trug viel zu den Erfolge vom 2. und 3. August bei, als die Bayern vor der gleichen Stadt besiegt wurden. Während der Belagerung von Philippsburg (August/September) eroberte er an der Spitze einer Abteilung die Burg von Germersheim. In Anerkennung für die Dienste, die er vor Freiburg geleistet hatte, ernannte ihn der König am 9. August zum Lieutenant-général, um die vom Duc d‘Enghien geführte Armee zu befehligen. Er wurde mit der Unterwerfung von Speyer beauftragt, das am 29. seine Schlüssel übergab, und kehrte nach Philippsburg zurück, das am 9. die Kapitulation anbot. Nach der Einnahme von Philippsburg wurde er zur Belagerung von Landau abkommandiert; dort erhielt er am 24. September einen Musketenschuss in die Hüfte, an dem er am 5. Oktober 1644 im Alter von 38 Jahren in Speyer starb.
Das Régiment d’Aumont wurde 1645 in Régiment de Chappes, 1665 in Régiment de Villequier und 1740 in Régiment de Cuirassiers cavalerie umbenannt, blieb also wohl bis 1740 unter dem Kommando der Familie Aumont.